# 中央競馬經典三冠
中央競馬經典三冠（日语：中央競馬クラシック三冠）是指由日本中央競馬會（JRA）舉辦的三場G1系列比賽，即皐月賞、東京優駿（日本德比）和菊花賞，此外只限母馬參賽的櫻花賞、優駿牝馬和秋華賞則被稱作「母馬三冠」。

## 概要
中央競馬經典三冠是以英國賽馬三冠為原形，由日本中央競馬會舉辦且僅限已被其登錄註冊的3歲（此前為4歲）國產公馬或母馬參加的三場中央競馬比賽：皐月賞、東京優駿（日本德比）和菊花賞。而僅限母馬參賽的櫻花賞、優駿牝馬和秋華賞則被稱作「母馬三冠」。這六場比賽原則上不允許閹馬參賽，因此經典三冠長期以來一直被認為是考察種馬和育種馬能力的選拔賽。後來為了促進中央和地方競馬的交流，JRA在1995年批准符合特定資格的地方賽馬參賽。此外從2001年開始，隨著日本賽馬邁向國際化，日本中央競馬會亦在一定條件下逐步解除了對外國產馬參賽的禁令，此舉也導致國際編目標準委員會（ICSC）在2007年正式認定經典三冠符合國際一級賽資格，而其他大大小小的2歲、3歲馬限定重賞也陸續被ICSC分級。截至2022年，低胸禮裝（2007年優駿牝馬）為唯一一匹獲得過經典三冠或母馬三冠其中任一的外國產馬，此後便沒有任何外國產馬參戰此六場賽事。
最初，日本中央競馬會為了賽馬的國際化而在1992年制定「緩和外國產馬參加限制八年計劃對策」（外国産馬の出走制限緩和策8年計画），但由於日本國內育馬業者的強烈反對，原先對包括三冠在內的經典賽解禁被迫推遲。面對如此窘境，JRA在1996年決定舉辦專為無法參加經典賽的外國產馬而設的比賽——NHK一哩賽，事實上這場有著「圈外德比」（マル外のダービー）之稱的賽事在首屆舉行時，18匹參賽馬中便有14匹產自外國。部分馬主在「圈外」解禁之下，引入了東來兵、白仁時間和週日寧靜等外國種馬，令內國產馬興起。由東來兵所生的千里通在2002年奪得NHK一哩賽的冠軍，為首匹獲得該獎的內國產馬，從此開始內國產馬便連戰連勝，外國產馬上一次獲勝更需追溯至2001年的大洋船。此外，週日寧靜也培育出許多成功的馬匹，其後代在經典賽中大放異彩，無論是草地、泥地還是長距離都具不錯的成績，其中下表的大震撼、黃金巨匠、鐵鳥翱天和杏目便分別是其兒子、孫子和孫女。
若想參加經典賽，馬主需要繳納3次經典賽的報名費，第一次為參賽馬兩歲時的10月、第二次是三歲時的1月，最後一次則是經典賽前舉辦前的兩週（款項必須在截止日期當天中午之前送到）。第一次需繳交的費用為1萬日元、第二次是3萬日元、第三次要36萬日元，合計需事前支付40萬日元。當初小栗帽為了參加經典賽而在1988年從地方的笠松競馬場移籍至中央競馬，但卻由於沒有在前一年繳交初次報名費而無法參賽。有鑑及此，JRA在1992年設立追加登錄制度，在第一次繳交費用的截止日期前未在中央登錄的馬匹，只要在第3次的截止日期前額外繳納200萬日元便可獲得參賽資格。利用此規定獲得三冠其中任一的有好歌劇（1999年皐月賞）、菱鑽奇寶（2002年菊花賞）和北部玄駒（2015年菊花賞）。
另外，栗藤在1943年贏得的東京優駿、阪神優駿牝馬（現優駿牝馬）和京都農林省賞典四歲呼馬（現菊花賞）也被稱為「非常規三冠」。

## 經典三冠
| 舉辦順序 | 比賽                 | 相當於 （英國） | 來源   |
| -------- | -------------------- | --------------- | ------ |
| 1        | 皐月賞               | 二千堅尼錦標    | [ 11 ] |
| 2        | 東京優駿（日本德比） | 葉森打吡大賽    | [ 12 ] |
| 3        | 菊花賞               | 聖烈治錦標      | [ 13 ] |

| 達成順序 | 年份               | 馬名     | 圖片   | 騎師     | 屆數/備註                                            | 屆數/備註                                            | 屆數/備註                                            | 達成時戰績 |
| 達成順序 | 年份               | 馬名     | 圖片   | 騎師     | 皐月賞                                               | 東京優駿                                             | 菊花賞                                               | 達成時戰績 |
| -------- | ------------------ | -------- | ------ | -------- | ---------------------------------------------------- | ---------------------------------------------------- | ---------------------------------------------------- | ---------- |
| 1        | 1941年（昭和16年） | 聖烈特   |        | 小西喜藏 | 第一匹經典三冠馬                                     | 第一匹經典三冠馬                                     | 第一匹經典三冠馬                                     | 12戰9勝    |
| 1        | 1941年（昭和16年） | 聖烈特   | 第3屆  | 小西喜藏 | 第10屆                                               | 第4屆                                                |                                                      | 12戰9勝    |
| 2        | 1964年（昭和39年） | 新山     |        | 栗田勝   | 日本中央競馬會成立以來的第一匹經典三冠馬             | 日本中央競馬會成立以來的第一匹經典三冠馬             | 日本中央競馬會成立以來的第一匹經典三冠馬             | 11戰8勝    |
| 2        | 1964年（昭和39年） | 新山     | 第24屆 | 栗田勝   | 第31屆                                               | 第25屆                                               |                                                      | 11戰8勝    |
| 3        | 1983年（昭和58年） | 千明代表 |        | 吉永正人 | 第一匹獲得經典三冠的父內國產馬                       | 第一匹獲得經典三冠的父內國產馬                       | 第一匹獲得經典三冠的父內國產馬                       | 9戰7勝     |
| 3        | 1983年（昭和58年） | 千明代表 | 第43屆 | 吉永正人 | 第50屆                                               | 第44屆                                               |                                                      | 9戰7勝     |
| 4        | 1984年（昭和59年） | 魯鐸象徵 |        | 岡部幸雄 | 第一匹無敗經典三冠馬                                 | 第一匹無敗經典三冠馬                                 | 第一匹無敗經典三冠馬                                 | 8戰8勝     |
| 4        | 1984年（昭和59年） | 魯鐸象徵 | 第44屆 | 岡部幸雄 | 第51屆                                               | 第45屆                                               |                                                      | 8戰8勝     |
| 5        | 1994年（平成6年）  | 成田白仁 |        | 南井克巳 | 第一匹曾獲得朝日杯3歲錦標的經典三冠馬                | 第一匹曾獲得朝日杯3歲錦標的經典三冠馬                | 第一匹曾獲得朝日杯3歲錦標的經典三冠馬                | 13戰9勝    |
| 5        | 1994年（平成6年）  | 成田白仁 | 第54屆 | 南井克巳 | 第61屆                                               | 第55屆                                               |                                                      | 13戰9勝    |
| 6        | 2005年（平成17年） | 大震撼   |        | 武豐     | 第二匹無敗經典三冠馬，2020年達成三冠的鐵鳥翱天的父馬 | 第二匹無敗經典三冠馬，2020年達成三冠的鐵鳥翱天的父馬 | 第二匹無敗經典三冠馬，2020年達成三冠的鐵鳥翱天的父馬 | 7戰7勝     |
| 6        | 2005年（平成17年） | 大震撼   | 第65屆 | 武豐     | 第72屆                                               | 第66屆                                               |                                                      | 7戰7勝     |
| 7        | 2011年（平成23年） | 黃金巨匠 |        | 池添謙一 | 第一匹父馬、馬及母父皆為國產馬的經典三冠馬           | 第一匹父馬、馬及母父皆為國產馬的經典三冠馬           | 第一匹父馬、馬及母父皆為國產馬的經典三冠馬           | 10戰6勝    |
| 7        | 2011年（平成23年） | 黃金巨匠 | 第71屆 | 池添謙一 | 第78屆                                               | 第72屆                                               |                                                      | 10戰6勝    |
| 8        | 2020年（令和2年）  | 鐵鳥翱天 |        | 福永祐一 | 第三匹無敗經典三冠馬，世界史上第一對父子無敗三冠馬   | 第三匹無敗經典三冠馬，世界史上第一對父子無敗三冠馬   | 第三匹無敗經典三冠馬，世界史上第一對父子無敗三冠馬   | 7戰7勝     |
| 8        | 2020年（令和2年）  | 鐵鳥翱天 | 第80屆 | 福永祐一 | 第87屆                                               | 第81屆                                               |                                                      | 7戰7勝     |

## 母馬三冠
| 舉辦順序 | 比賽           | 相當於 （英國） | 備註/來源            |
| -------- | -------------- | --------------- | -------------------- |
| 1        | 櫻花賞         | 一千堅尼錦標    | [ 24 ]               |
| 2        | 優駿牝馬       | 葉森橡樹大賽    | [ 12 ]               |
| 3        | 維多利亞盃     | /               | 1975年起停辦         |
| 3        | 伊丽莎白女王杯 | /               | 1995年後被秋華賞取代 |
| 3        | 秋華賞         | /               | 1996年創設           |

| 達成順序 | 年份               | 馬名     | 圖片   | 騎師                              | 屆數/備註                                                 | 屆數/備註                                                 | 屆數/備註                                                 | 屆數/備註                                                 | 達成時戰績 |
| 達成順序 | 年份               | 馬名     | 圖片   | 騎師                              | 櫻花賞                                                    | 優駿牝馬                                                  | 秋華賞                                                    | 伊丽莎白女王杯                                            | 達成時戰績 |
| -------- | ------------------ | -------- | ------ | --------------------------------- | --------------------------------------------------------- | --------------------------------------------------------- | --------------------------------------------------------- | --------------------------------------------------------- | ---------- |
| 1        | 1986年（昭和61年） | 目白山峰 |        | 河內洋                            | 第一匹母馬三冠馬                                          | 第一匹母馬三冠馬                                          | 第一匹母馬三冠馬                                          | 第一匹母馬三冠馬                                          | 11戰9勝    |
| 1        | 1986年（昭和61年） | 目白山峰 | 第46屆 | 河內洋                            | 第47屆                                                    | -                                                         | 第11屆                                                    |                                                           | 11戰9勝    |
| 2        | 2003年（平成15年） | 愛如往昔 |        | 幸英明                            | 第二匹母馬三冠馬                                          | 第二匹母馬三冠馬                                          | 第二匹母馬三冠馬                                          | 第二匹母馬三冠馬                                          | 7戰5勝     |
| 2        | 2003年（平成15年） | 愛如往昔 | 第63屆 | 幸英明                            | 第64屆                                                    | 第8屆                                                     | -                                                         |                                                           | 7戰5勝     |
| 3        | 2010年（平成22年） | 夏威夷鳥 |        | 蛯名正義                          | 在優駿牝馬中與法國酒城（由橫山典弘策騎）平頭衝線          | 在優駿牝馬中與法國酒城（由橫山典弘策騎）平頭衝線          | 在優駿牝馬中與法國酒城（由橫山典弘策騎）平頭衝線          | 在優駿牝馬中與法國酒城（由橫山典弘策騎）平頭衝線          | 9戰6勝     |
| 3        | 2010年（平成22年） | 夏威夷鳥 | 第70屆 | 蛯名正義                          | 第71屆                                                    | 第15屆                                                    | -                                                         |                                                           | 9戰6勝     |
| 4        | 2012年（平成24年） | 貴婦人   |        | 岩田康誠（櫻、秋） 川田將雅（優） | 第一匹在經兩位不同騎師策騎的情況下獲得母馬三冠的賽馬      | 第一匹在經兩位不同騎師策騎的情況下獲得母馬三冠的賽馬      | 第一匹在經兩位不同騎師策騎的情況下獲得母馬三冠的賽馬      | 第一匹在經兩位不同騎師策騎的情況下獲得母馬三冠的賽馬      | 8戰6勝     |
| 4        | 2012年（平成24年） | 貴婦人   | 第72屆 | 岩田康誠（櫻、秋） 川田將雅（優） | 第73屆                                                    | 第17屆                                                    | -                                                         |                                                           | 8戰6勝     |
| 5        | 2018年（平成30年） | 杏目     |        | 李慕華                            | 包括母馬三冠在內，杏目為目前贏得最多草地G1賽事的馬（9次） | 包括母馬三冠在內，杏目為目前贏得最多草地G1賽事的馬（9次） | 包括母馬三冠在內，杏目為目前贏得最多草地G1賽事的馬（9次） | 包括母馬三冠在內，杏目為目前贏得最多草地G1賽事的馬（9次） | 6戰5勝     |
| 5        | 2018年（平成30年） | 杏目     | 第78屆 | 李慕華                            | 第79屆                                                    | 第23屆                                                    | -                                                         |                                                           | 6戰5勝     |
| 6        | 2020年（令和2年）  | 謀勇兼備 |        | 松山弘平                          | 第一匹無敗母馬三冠馬 ，同时是第一匹生涯全胜记录的母马     | 第一匹無敗母馬三冠馬 ，同时是第一匹生涯全胜记录的母马     | 第一匹無敗母馬三冠馬 ，同时是第一匹生涯全胜记录的母马     | 第一匹無敗母馬三冠馬 ，同时是第一匹生涯全胜记录的母马     | 5戰5勝     |
| 6        | 2020年（令和2年）  | 謀勇兼備 | 第80屆 | 松山弘平                          | 第81屆                                                    | 第25屆                                                    | -                                                         |                                                           | 5戰5勝     |
| 7        | 2023年（令和5年）  | 自由島   |        | 川田將雅                          |                                                           |                                                           |                                                           |                                                           | 6戰5勝     |
| 7        | 2023年（令和5年）  | 自由島   | 第83屆 | 川田將雅                          | 第84屆                                                    | 第28屆                                                    | -                                                         |                                                           | 6戰5勝     |

## 三冠馬對決
自日本中央競馬會在1954年成立以來，總共發生過5次三冠馬正面交鋒，其中第40屆日本盃更是日本史上首次有三匹三冠馬同場比拼。
1. 第4屆日本盃（1984年）：魯鐸象徵（第3名）與千明先生（第10名）[注 3]
2. 第29屆有馬紀念（1984年）：魯鐸象徵（第1名）與與千明先生（第3名）
3. 第91屆春季天皇賞（1985年）：魯鐸象徵（第1名）與與千明先生（第5名）
4. 第32屆日本盃（2012年）：貴婦人（第1名）與黃金巨匠（第2名）
5. 第40屆日本盃（2020年）：杏目（第1名）、鐵鳥翱天（第2名）與謀勇兼備（第3名）